# 陈氏猪笼草
陈氏猪笼草（学名：Nepenthes chaniana）为马来西亚东马特有的热带食虫植物。其得名于自然历史出版社的常务董事，博物学家陈周伦（Chan Chew Lun）。陈氏猪笼草被归入“大猪笼草系”中，其中还包括博世猪笼草（N. boschiana）、附生猪笼草（N. epiphytica）、艾玛猪笼草（N. eymae）、法萨猪笼草（N. faizaliana）、暗色猪笼草（N. fusca）、克洛斯猪笼草（N. klossii）、大猪笼草（N. maxima）、宽唇猪笼草（N. platychila）、窄叶猪笼草（N. stenophylla）和佛氏猪笼草（N. vogelii）。
陈氏猪笼草的模式标本由查尔斯·克拉克采集于克罗克山脉国家公园的最高峰阿兰伯山（Mount Alab）。

## 植物学史

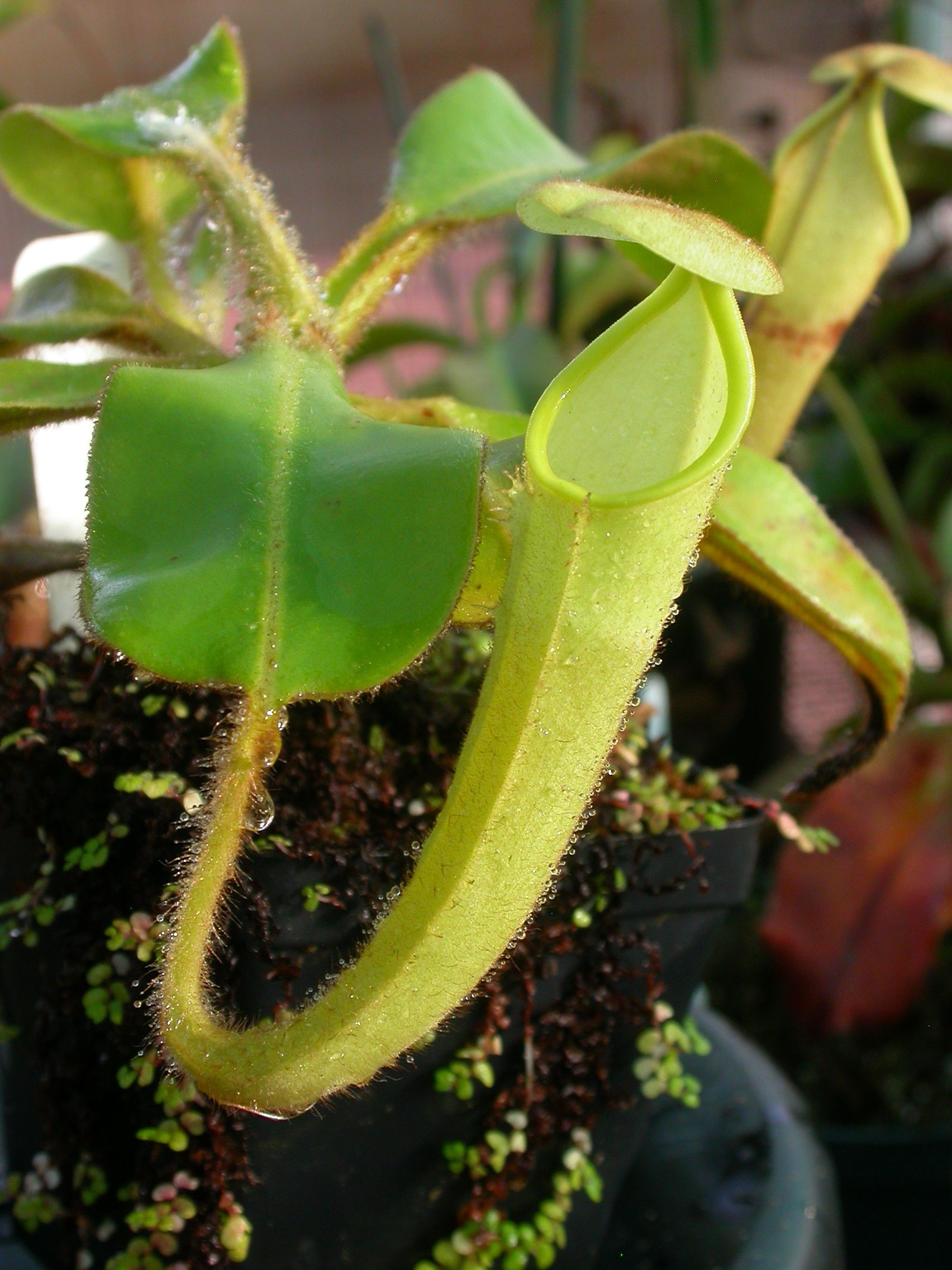
在描述陈氏猪笼草之前，几乎所有种植的细毛猪笼草实际上都是陈氏猪笼草

植物学家查尔斯·克拉克在其1997年的专著《婆罗洲的猪笼草属植物》中指出，一些学者已经注意到细毛猪笼草的模式标本与在野外被鉴定为该物种的植株在形态上并不一致：[注3]
|  | 丹瑟（1928）专著中细毛猪笼草模式标本的配图与在东马来西亚（J. Schlauer, pers. comm.）被鉴定为细毛猪笼草的植株并不能很好的对应。马修·杰布（pers. comm.）也意识到模式标本上位笼非常的不同寻常…… |

但尽管如此，马修·杰布和马丁·奇克在他们的专著《猪笼草属（猪笼草科）的框架性修订》中并没有将产自东马来西亚的植株与细毛猪笼草区分开来。同样的，在安西娅·飞利浦和安东尼·兰姆的专著《婆罗洲的猪笼草》中将产自阿兰伯山（Mount Alab）和克罗克山脉的植株鉴定为细毛猪笼草，其依照的是J·R·特恩布尔（J. R. Turnbull）和A·T·米德尔顿（A. T. Middleton）1981年的一篇未发表的油印报告中的解释。
虽然查尔斯·克拉克在他1997年的专著中将产自东马来西亚的植株视为细毛猪笼草，但他仍怀疑其是否是同一个物种。2004年，他考察了细毛猪笼草的模式产地。这是自1899年来，第一次采集细毛猪笼草的标本。2006年7月，查尔斯·克拉克再次对勒桑山上的细毛猪笼草野外种群进行考察，并确定其实际上是一个独立的物种。2006年底，他与李乾和斯图尔特·麦克弗森一起发表了陈氏猪笼草的正式描述。该修订界限意味着细毛猪笼草是加里曼丹特有的物种，而陈氏猪笼草是沙巴和沙捞越特有的物种。因此，几乎所有栽培的细毛猪笼草，实际上都是陈氏猪笼草。
在夏洛特2007年的著作《食蟲植物觀賞&栽培圖鑑》中也错误的以陈氏猪笼草的照片作为细毛猪笼草的配图。

## 形态特征
陈氏猪笼草具特别密集的白色长毛被。捕虫笼为圆柱形，大多数为白色至黄色。

## 相关物种
在很长一段时间内，陈氏猪笼草都被误认为是细毛猪笼草（N. pilosa）。但实际上细毛猪笼草只存在于加里曼丹，而陈氏猪笼草则只存在于沙巴和砂拉越的巴杜拉威山等山上。此外，细毛猪笼草也比陈氏猪笼草的捕虫笼更圆更宽。

## 自然杂交种
- ? N. albomarginata × N. chaniana[9]
- N. chaniana × N. veitchii[3][6]

## 扩展阅读
- 食虫植物照片搜寻引擎中陈氏猪笼草的照片 （页面存档备份，存于）

 维基共享资源上的相關多媒體資源：陈氏猪笼草
 維基物種上的相關：陈氏猪笼草